# Sidi Boutmim
Sidi Boutmim (franska: Sidi Boutmim (CR), Sidi Boutmim (Commune Rurale), arabiska: سيدي بوتميم) är en kommun i Marocko.   Den ligger i provinsen Al Hoceïma och regionen Tanger-Tétouan-Al Hoceïma, i den nordöstra delen av landet, 250 km öster om huvudstaden Rabat. Antalet invånare är 10 242.